# Paddy Burke
Pour les articles homonymes, voir Burke.
 (octobre 2018).
Paddy Burke (né le 15 janvier 1955 à Castlebar) est une personnalité politique irlandaise.
Il est Cathaoirleach (président) du Seanad Éireann (chambre haute du parlement) de 2011 à 2016. Il est sénateur depuis 1993 pour le panel de l'agriculture.

### Sources
- (en) Cet article est partiellement ou en totalité issu de l’article de Wikipédia en anglais intitulé « Paddy Burke » (voir la liste des auteurs).